# 紀文遠
紀文遠，本籍陝西涇陽，吏員出身，是中國清朝官員，於1684年上任新港巡檢，後於1688年升任河南府照磨；該官職隸屬於台灣道台灣府，為台灣清治時期的地方官員，該官職主要從事新港之管理事務。